# Bertha Zillessen
Bertha Maria Clara Zillessen (Rheydt, 17 de outubro de 1872 — Bautzen, 13 de janeiro de 1936) foi uma pintora de paisagens e fotógrafa de arte alemã. Ela foi a primeira fotógrafa profissional em Bautzen.

## Biografia

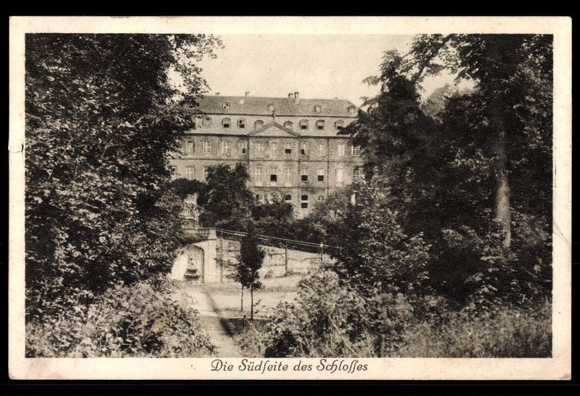
Cartão-postal comercial do Schloss Neusorge na década de 1920

Zillessen nasceu no dia 17 de outubro de 1872, em Rheydt, Mönchengladbach, Alemanha. Quando jovem, ela se mudou para Witten e começou a aprender sobre fotografia lá. Ela continuou seu aprendizado em Berlim e Düsseldorf, onde estudou com Erwin Quedenfeldt. Por volta de 1908 ela se mudou para Bautzen com sua sócia, Margarethe Karow, onde abriram um estúdio fotográfico. Elas começaram o empreendimento com fotografias de retratos. Zillessen acabou se voltando para a fotografia de paisagens e se tornou uma fotógrafa de cartões-postais de sucesso. Suas gravuras de cobre foram publicadas pela Deutschen Heimatbilder e Saxon Heimatschutzverein. Zillessen é considerada a primeira fotógrafa profissional de Bautzen.
Zillessen morreu no dia 13 de janeiro de 1936 em Bautzen. Em 2019, o Museu Bautzen realizou uma retrospectiva de sua obra.